# HLA (antigène)
Pour les articles homonymes, voir HLA.

En biologie, les antigènes des leucocytes humains (en abrégé, HLA, de l'anglais Human Leukocyte Antigen) constituent le complexe majeur d'histocompatibilité (CMH) chez l'humain. Les antigènes des leucocytes humains sont des molécules à la surface des cellules qui permettent l'identification par le système immunitaire. Ces protéines sont nommées « molécules du CMH ».
Les cellules d'un organisme portent un marqueur à leur surface qui leur permet d'être reconnues comme appartenant à ce même organisme, c'est le CMH de classe I. Parmi toutes les cellules de l'organisme, seul le globule rouge ne possède pas de CMH de classe I, mais des marqueurs mineurs, les agglutinogènes.
Le système monocytaire avec les monocytes dans le sang ou les macrophages dans les tissus, ainsi que les lymphocytes B et les cellules dendritiques, possèdent en plus une molécule de présentation d'éléments extérieurs au corps ou antigènes, c'est le CMH de classe II.
En génétique, HLA désigne plutôt le groupe de gènes correspondant, on parle du système HLA (situé sur le bras court du chromosome 6).

## Quelques généralités
Les protéines codées par HLA sont des protéines disposées sur la partie extérieure des cellules et sont uniques à l’individu. Le système immunitaire utilise les HLA pour distinguer les cellules du soi de celles du non-soi. Toute cellule montrant le type du HLA de cette personne appartient à cette personne (c'est-à-dire, n'est pas un envahisseur). N’importe quelle cellule ayant un HLA modifié, ou n'exprimant pas de HLA (CMH de classe I) sera considérée comme un envahisseur potentiel ou une cellule infectée par un virus et sera éliminée par les cellules NK (Natural Killers, des leucocytes spécialisés dans la reconnaissance identitaire des cellules). Les HLA, en tant que complexe de gènes, sont héréditaires. Ainsi, certaines mutations peuvent entraîner de graves maladies auto-immunes et se transmettre à la descendance des personnes atteintes. Notons que certains gènes appartenant au complexe HLA possèdent des zones capables de muter constitutivement : cela permet entre autres d'étendre le potentiel de reconnaissance des pathogènes par les cellules de l'immunité acquise. Dans la plupart des cas, une cellule exprimant un HLA muté qui entraîne une réaction auto-immune sera automatiquement éliminée (un processus appelé sélection négative, qui se produit dans le thymus).
Certains types de HLA semblent entraîner des prédispositions à certaines maladies auto-immunes, par exemple le lupus érythémateux, la myasthénie acquise, le syndrome de Sjögren et la sclérose en plaques. Ces prédispositions varient notamment en fonction de la localisation géographique et de l'appartenance ethnique des individus.
Quand un pathogène (bactérie, virus…) entre dans l’organisme, des cellules appelées cellules présentatrices d’antigène (CPA) capturent ce pathogène via un processus d'endocytose. Certaines protéines de ce pathogène sont digérées en petits peptides (épitopes) et chargées sur les antigènes HLA (spécifiquement CMH de classe II) puis ces derniers sont exprimés à la surface des CPA. Les CPA migrent alors jusqu'aux organes lymphoïdes secondaires (ganglions, plaques de Peyer, rate…) et présentent ces HLA chargés des épitopes des pathogènes aux cellules T, qui induisent des réactions immunitaires afin d’éliminer le pathogène (activation des lymphocytes B pour la production d'anticorps, sécrétion de cytokines pro-inflammatoire, recrutement de NK, de macrophages et différenciation en cellules cytotoxiques si nécessaire).
Via un processus similaire, des protéines (natives et étrangères, comme celles des virus) générées généralement à l’intérieur de cellules infectées sont présentées aussi aux antigènes HLA (spécifiquement CMH de classe I) à la surface cellulaire. C'est ce qu'on appelle la présentation croisée, en anglais cross-presentation. Les cellules infectées peuvent être reconnues et détruites par des composants du système immunitaire (Cellules T cytotoxiques, Natural Killers…).

## Classification
Le sigle HLA s'utilise en conjonction avec une lettre et des chiffres afin de désigner un allèle spécifique d'un locus HLA donné : ainsi HLA DQA1*01:01:01:01 désigne l'allèle 01:01:01:01 du gène HLA-DQA1 (en). La nomenclature actuelle définit 4 niveaux de résolutions pour nommer un allèle, séparés par des « : ». Le premier correspond au groupe allélique (lié à la réactivité sérologique), le deuxième définit une protéine spécifique au sein de ce groupe allélique, le troisième concerne des variants synonymes dans les régions codantes (la séquence ADN est différente, mais la protéine résultante est identique grâce à la redondance du code génétique), le dernier champ correspond à des mutations en dehors des régions codantes (régions non traduites, UTR, flanquant les gènes, et introns). Une lettre peut suivre dans certains cas le nom de l'allèle, pour indiquer une modification dans l'expression de cet allèle (L, N, Q, S pour une faible expression à la surface des cellules, l'absence d'expression, expression modifiée mais de sens inconnu, sécrétée).
Les gènes HLA font partie du complexe majeur d'histocompatibilité. Certains loci sont plus particulièrement étudiés, notamment HLA-A, HLA-B ou HLA-C (appartenant au CMH de classe I) et HLA-DP, HLA-DQ et HLA-DR (appartenant au CMH de classe II).
Outre les antigènes HLA fonctionnels, il y a deux antigènes HLA additionnels chez l’homme, HLA-DM et HLA-DO, qui sont importants en chargeant les peptides antigéniques des pathogènes dans les molécules HLA des cellules présentatrices d’antigène.
Les types HLA étaient importants pour assortir les tissus et organes pour la transplantation d'organe avec des protocoles d’immunosuppression désuets. De nos jours, seul zero mismatch (pour les six haplotypes) est généralement considéré comme approprié. Direct crossmatch et groupe sanguin matching est encore utilisé.[pas clair]